# Bossonnens
Bossonnens (frp. Bossounin, hist. Bossum) – gmina (fr. commune; niem. Gemeinde) w Szwajcarii, w kantonie Fryburg, w okręgu Veveyse. 

## Demografia
W Bossonnens mieszka 1 501 osób. W 2020 roku 22,8% populacji gminy stanowiły osoby urodzone poza Szwajcarią.

## Transport
Przez teren gminy przebiegają drogi główne nr 151 oraz nr 193.